# Die Nickel Boys
Die Nickel Boys ist ein Filmdrama und das Spielfilmdebüt des preisgekrönten Dokumentarfilmregisseurs RaMell Ross. Der Film basiert auf dem Roman The Nickel Boys (im Deutschen Die Nickel Boys) von Colson Whitehead und erzählt von der Freundschaft zweier junger Afroamerikaner, die sich in einer Besserungsanstalt in Florida kennenlernen, der titelgebenden „Nickel Academy“. Die Hauptrollen übernahmen Ethan Herisse, Brandon Wilson, Aunjanue Ellis-Taylor und Daveed Diggs. Die Spielfilmhandlung, die zwischen den 1960er und den frühen 2000er Jahren hin- und herwechselt, wird um zeitgenössische Archivaufnahmen historischer Ereignisse sowie durch Szenen aus Stanley Kramers Flucht in Ketten aus dem Jahr 1958 ergänzt. Die Nickel Boys feierte Ende August 2024 beim Telluride Film Festival seine Premiere. Mitte Dezember 2024 kam der Film in die US-Kinos. Im Rahmen der Oscarverleihung 2025 wurde Die Nickel Boys als bester Film nominiert und Ross gemeinsam mit Joslyn Barnes für das beste adaptierte Drehbuch.

## Handlung
Tallahassee in den 1960er-Jahren: Elwood Curtis lebt mit seiner Großmutter Hattie zusammen. Der schwarze Junge besucht eine Schule, in der die Schulbücher, die einst weißen Schülern gehörten, mit rassistischen Karikaturen und Beschimpfungen beschmiert sind. Sein Lehrer Mr. Hill glaubt an den Jungen und ermutigt ihn, sich am College einzuschreiben. Er hat ihm eine Broschüre des Melvin Griggs College gegeben sowie eine Aufzeichnung der Reden von Martin Luther King. Elwood will sich der Bürgerrechtsbewegung rund um King anschließen.
Als Elwood von einem anderen Schwarzen in einem Auto zum Melvin Griggs College mitgenommen wird, werden sie von der Polizei angehalten. Der Impala wurde gestohlen, und die Polizei hält Elwood für einen Komplizen. Er wird in eine Besserungsanstalt geschickt, die „Nickel Academy“ in Florida. Dort ist auch der etwa gleichaltrige, ebenfalls schwarze Turner gelandet. Sie werden schnell enge Freunde und helfen sich dabei, die Schrecken zu überstehen, die sie in der Einrichtung erwarten. Anfänglich glaubt Elwood, dass er seine Ausbildung dort fortsetzen kann, aber die „Nickel Academy“ ist keine Schule. Vielmehr werden die Jugendlichen hier zur Arbeit gezwungen.
In den 2010er-Jahren sieht man einen gealterten Ellwood, gebeugt an einem Computer sitzen. Er betrachtet Bilder von exhumierten Gräbern, die in der Nähe der Nickel Academy entdeckt wurden.

## Literarische Vorlage

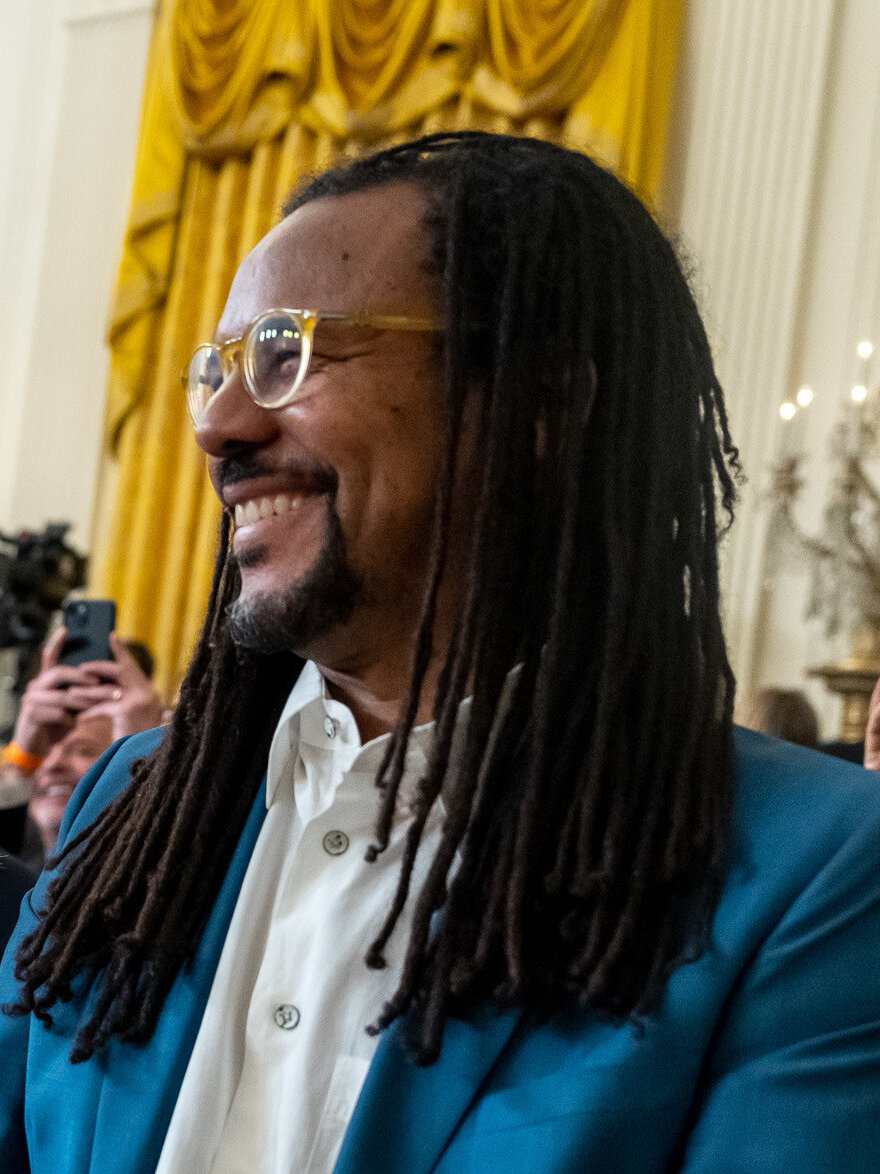
Der Film basiert auf dem Roman The Nickel Boys von Colson Whitehead

Der Film basiert auf dem Roman The Nickel Boys von Colson Whitehead aus dem Jahr 2019, der von realen Ereignissen um die im Jahr 2011 geschlossenen Dozier School for Boys in Florida inspiriert wurde. Die Schikanen an der Schule hatten den Tod von mehr als 100 schwarzen Schülern zur Folge. In einer deutschen Übersetzung von Henning Ahrens wurde er unter dem Titel Die Nickel Boys im Hanser-Verlag veröffentlicht. Whitehead wurde für sein Werk 2020 mit dem Pulitzer-Preis ausgezeichnet.
Die Geschichte spielt Anfang der 1960er Jahre in Florida in der „Jim-Crow-Ära“. Der 16-jährige Elwood lebt mit seiner Großmutter im schwarzen Ghetto von Tallahassee und ist ein Bewunderer von Martin Luther King. Als er einen Platz am College bekommt, scheint sein Traum von gesellschaftlicher Veränderung in Erfüllung zu gehen. Dann jedoch wird Elwood von der Polizei als Mitfahrer in einem gestohlenen Auto erwischt und ohne ein faires Verfahren in die Besserungsanstalt „Nickel Academy“ gesperrt. Die jungen Männer werden dort missbraucht, gepeinigt und ausgenutzt. Bereits Whiteheads Bestseller The Underground Railroad wurde als Serie verfilmt.

## Produktion

### Filmstab und Aufbau
Regie führte RaMell Ross. Für seinen Dokumentarfilm Hale County This Morning, This Evening wurde er sowohl für den Oscar als auch den Emmy nominiert. Die Nickel Boys ist das Spielfilmdebüt von Ross. Er schrieb auch gemeinsam mit Joslyn Barnes das auf Whiteheads Roman basierende Drehbuch. Sie ist selbst als Regisseurin und Filmproduzentin tätig und war für ihre Arbeit an Strong Island von Yance Ford gemeinsam mit dem Regisseur bei der Oscarverleihung 2018 in der Kategorie „Bester Dokumentarfilm“ nominiert. Barnes schrieb auch das Drehbuch für Hale County This Morning, This Evening, für den sie im darauffolgenden Jahr eine weitere Oscar-Nominierung erhalten hatte. Neben Dede Gardner, Jeremy Kleiner und David Levine fungierte Barnes auch als Produzentin des Films.
Der Handlung spielt von den 1960er- bis 2010er-Jahren und wird aus der Perspektive verschiedener Figuren erzählt. Diese wird durch den Einsatz von vielen Archivaufnahmen unterbrochen, darunter von Martin Luther King und der Apollo-8-Mission. Zweimal werden Szenen aus dem Schwarzweißfilm Flucht in Ketten (1958) verwendet, unter anderem im Vorspann.

### Besetzung und Synchronisation
Die Nachwuchsschauspieler Ethan Herisse und Brandon Wilson spielen Elwood und Turner in den 1960er-Jahren. Als Erwachsener wird Elwood von Daveed Diggs gespielt, als Junge von Ethan Cole Sharp. Aunjanue Ellis-Taylor spielt Elwoods Großmutter Hattie und Jimmie Fails seinen Lehrer Mr. Hill. In weiteren Hauptrollen spielen Hamish Linklater den Aufpasser in der Besserungsanstalt namens Spencer und Fred Hechinger einen Mann namens Harper, der ebenfalls dort arbeitet.
Die deutsche Synchronisation entstand im Auftrag der Deluxe Media GmbH in Hamburg.
| Darsteller               | Synchronsprecher | Rolle          |
| ------------------------ | ---------------- | -------------- |
| Ja'Quan Monroe-Henderson | Dennis Sandmann  | 'Black Mike'   |
| Trey Perkins             | Tobias Müller    | 'Chickie' Pete |
| Gralen Bryant Banks      | Klaus Nietz      | Blakeley       |
| Ethan Herisse            | Paul-Lino Krenz  | Elwood         |
| Luke Tennie              | Lucas Wecker     | Griff          |
| Fred Hechinger           | Patrick Baehr    | Harper         |
| Aunjanue Ellis           | Natascha Geisler | Hattie         |
| Hamish Linklater         | Frank Schaff     | Spencer        |
| Brandon Wilson           | Jan Makino       | Turner         |

### Dreharbeiten, Filmschnitt und Filmmusik
Bei Die Nickel Boys fungierte Jomo Fray als Kameramann, der unter anderem zuvor an Raven Jacksons preisgekröntem Spielfilm All Dirt Roads Taste of Salt (2023) mitgearbeitet hatte, der ebenfalls über mehrere Jahrzehnte hinweg einer Afroamerikanerin Mack in den US-Südstaaten folgt. Einige Szenen wurden zuerst aus Elwoods Perspektive gedreht, dann noch einmal aus der von Turner. So wird die erste Begegnung der Protagonisten in der Cafeteria der „Nickel Academy“ erst aus Elwoods Blickwinkel gezeigt, dann aus der von Turner und wechselt schließlich zwischen beiden Perspektiven hin und her. Für diese Aufnahmen verwendete Fray 50-mm- und 80-mm-Objektive. Für den Schnitt zeichnete Nicholas Monsour verantwortlich.
Die Filmmusik komponierten Scott Alario und Alex Somers, mit denen Ross bereits für Hale County This Morning, This Evening zusammengearbeitet hatte. Das Soundtrack-Album mit insgesamt 16 Musikstücken wurde am 6. Dezember 2024 von Lakeshore Records als Download veröffentlicht.

### Marketing und Veröffentlichung
Die Weltpremiere des Films erfolgte am 30. August 2024 beim Telluride Film Festival. Wenige Tage später wurde der erste Trailer vorgestellt. Eine weitere Präsentation erfolgte am 27. September 2024 beim New York Film Festival, wo er als Eröffnungsfilm gezeigt wurde. Im Oktober 2024 wurde Die Nickel Boys beim London Film Festival, beim Chicago International Film Festival, beim Middleburg Film Festival und beim Philadelphia Film Festival vorgestellt. Ende Oktober 2024 erfolgten Vorstellungen beim Austin Film Festival und beim Savannah Film Festival. Im November 2024 wurde Die Nickel Boys beim Internationalen Filmfestival von Stockholm und beim Denver Film Festival gezeigt. Am 13. Dezember 2024 kam der Film in die US-Kinos.

## Rezeption

### Altersfreigabe
In den USA wurde der Film als PG-13 eingestuft.

### Kritiken
Bei Metacritic erhielt der Film einen Metascore von 91 von 100 möglichen Punkten. Von den bei Rotten Tomatoes aufgeführten Kritiken sind 90 Prozent positiv bei einer durchschnittlichen Bewertung mit 8,5 von 10 möglichen Punkten. Gelobt wurden insbesondere die Schauspielleistungen von Ethan Herisse, Brandon Wilson und Aunjanue Ellis-Taylor, während die Lauflänge und die „avantgardistische“ Inszenierung von Ross beziehungsweise die Kameraarbeit von Jomo Fray die Rezensenten spaltete.

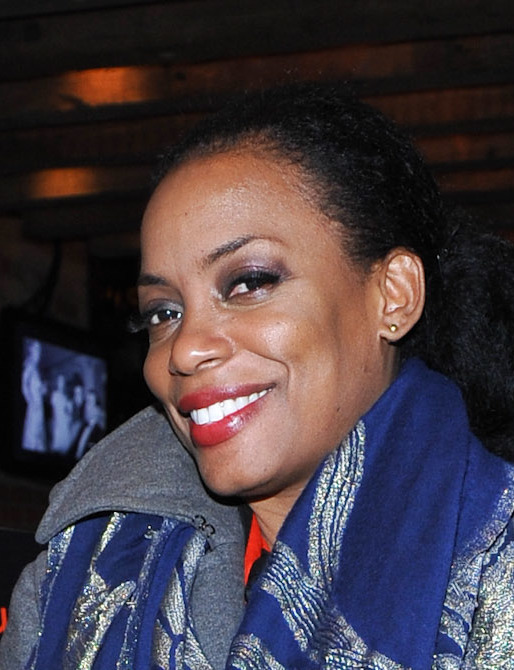
Aunjanue Ellis-Taylor erhielt Lob für ihren Part als Ellwoods Großmutter

David Ehrlich vom Online-Portal IndieWire gab dem „visionären Meisterwerk“ die Schulnote „A“ (deutsches Schulsystem: 1) und pries die radikale Ästhetik von Die Nickel Boys. Der Film halte sich treu an Colson Whiteheads Roman und werde „fast ausschließlich aus dem Blick der beiden Hauptfiguren“ Elwood und Turner erzählt. RaMell Ross’ Regiearbeit sei „so bedeutend und einprägsam wie jeder amerikanische Film in diesem Jahrzehnt“. Der Kritiker würdigte auch die Kameraarbeit von Jomo Fray, die die „rohe Ehrlichkeit“ der Darstellerleistungen betone, während die Auftritte der Schauspieler zur „Virtuosität der Kamera“ beitragen würden. Auch hob Ehrlich die „ungewöhnliche“ Filmmusik von Alex Somers und Scott Alarios hervor.

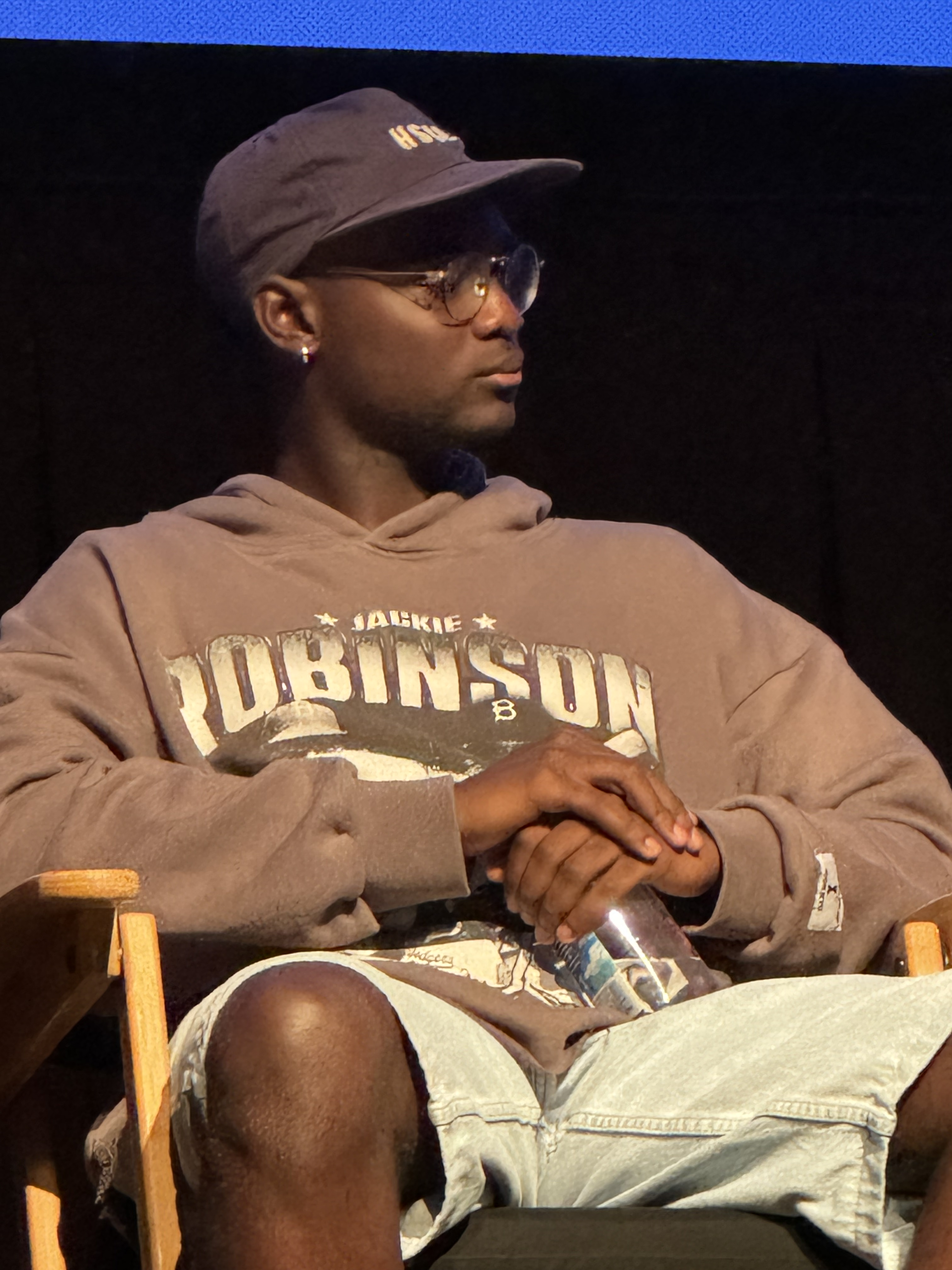
Ethan Herisse spielt Elwood

Pete Hammond von der Website Deadline wiederum, sah eine „künstlerische Reise in die Hölle und zurück“, bezeichnete aber die Literaturverfilmung als „fehlerhaft“, auch wenn das Buch schwierig zu adaptieren gewesen sei. Dennoch werde Die Nickel Boys in einer Zeit von aufkeimenden Rassismus gesellschaftliche Debatten provozieren. Hammond, ein selbsterklärter Liebhaber der Serie The Underground Railroad, wurde auf einige Änderungen im Vergleich zur Buchvorlage aufmerksam, kritisierte die Länge des Films und fühlte sich mehr an die Werke Terrence Malicks erinnert. Noch mehr zu schaffen, machten ihm die bei Dialogen zwischen zwei Figuren verwendete Kameraeinstellung, bei denen nur einer der Gesprächspartner für die Cadrage Berücksichtigung fand. Auf Hammond wirkte dieser Kunstgriff „sehr repetitiv“ und er diene nicht der Geschichte. Es lenkte ihn ab und verärgerte ihn. Auch war ihm der Sinn der eingesetzten Filmszenen aus Flucht in Ketten nicht klar. Dagegen pries Hammond die Hauptdarsteller Ethan Herisse und Brandon Wilson als „hervorragend“ und „ausgezeichnet“ und hob ebenso die Leistung von Nebendarstellerin Aunjanue Ellis-Taylor als Elwoods Großmutter heraus, auch wenn diese nicht über so viel Bildschirmzeit verfüge, wie man sich wünschen würde.
Scott Feinberg (The Hollywood Reporter) hatte den Eindruck, dass die erste Filmvorführung beim Filmfestival von Telluride das Kinopublikum gespalten habe, darunter auch viele Mitglieder der Academy of Motion Picture Arts and Sciences (AMPAS), die alljährlich die Oscars vergibt. Die Nickel Boys sei „visuell schön, aber sehr avantgardistisch“ inszeniert. Ebenso wie Hammond sah Feinberg Bezüge zu den Werken Terrence Malicks und erwähnte Frays Kameraarbeit, über die man geteilter Meinung sein könnte. Auch er bemerkte die lange Laufzeit. Die Arbeit von Editor Nicholas Monsour sei zwar kunstvoll, aber für die Relevanz der Erzählung oftmals fraglich. Feinberg lobte die Arbeit der jugendlichen Darsteller, räumte aber vor allem Nebendarstellerin Ellis-Taylor Chancen bei der Oscarverleihung 2025 ein.
Feinbergs Redaktionskollegin Lovia Gyarkye rezensierte das Werk als „geschickten und bewegenden Bericht über zwei Jungen in einer strafenden Florida-Reformschule“. Regisseur Ross erweitere nach seinem Dokumentarfilm Hale County This Morning, This Evening „seine Vision in den Erzählraum“. Er kehre zu bekannten Themen wie „schwarze Kindheit und Männlichkeit, die Verankerungskraft der Gemeinschaft und natürlich die Landschaft und ihre Geheimnisse“ zurück. Laut Gyarkye seien Vergleiche zu Barry Jenkins’ preisgekrönten Spielfilm Moonlight (2016) unvermeidlich, aber Ross erkämpfe sich „sein eigenes filmisches Territorium“. Er verweile stets im „subjektiven Modus“ zwischen den Standpunkten der jugendlichen Hauptfiguren, was dem Film „eine überwältigende Intimität“ verleihe. Durch den Einsatz von Archivmaterial bewege sich Die Nickel Boys „zwischen der realen Vergangenheit […] und der fiktiven Vergangenheit und Gegenwart der Geschichte“. Dabei sei die in der Gegenwart angesiedelte Erzählung mit Daveed Diggs als erwachsener Ellwood der schwächste der insgesamt drei Handlungsstränge. Gyarkye lobte die „präzise“ und „intime subjektive Sicht“ von Kameramann Fray, der auf die Struktur seiner vorangegangenen Arbeit All Dirt Roads Taste of Salt zurückgreife und mit Nahaufnahmen die visuelle Ästhetik des Films definiere. Editor Monsour verbinde die Übergänge in einem „Stakkato-Rhythmus“.
Maureen Lee Lenker schrieb in ihrer Kritik bei Entertainment Weekly, es sei zunächst irritierend, wenn man bemerke, dass die Nahaufnahmen von ausgestreckten Armen, Goldarmbändern an den Handgelenken und herabgefallener Zigarettenasche aus dem Blickwinkel der Hauptfigur stammen. Einen flüchtigen Blick auf Elwoods Gesicht bekomme man erst, als er in einer Fotokabine Fotos mit seiner Liebsten macht. Es brauche einen Großteil des ersten Teils des Films, um sich darauf einzulassen, doch habe dies einen doppelten und paradoxen Effekt. Einerseits versetze es den Zuschauer in die Position des Erzählers, gleichzeitig distanziere es diesen von Elwood und später auch von Turner. Bereits die Romanvorlage sei mit ihrer doppelten Perspektive und nichtlinearen Zeitlinie ein vielschichtiger Text gewesen, doch Ross' Entscheidungen machten die Geschichte noch komplizierter.
In der Jahresbestenliste des vom British Film Institute herausgegebenen Filmmagazins Sight & Sound befand sich der Film auf Platz 10 der besten Filme des Jahres 2024. Aus dem IndieWire Critics Poll 2024 ging Die Nickel Boys als Drittplatzierter unter den besten Filmene des Jahres hervor, Ross für seine Regie als Zweitplatzierter und Jomo Fray für seine Kameraarbeit als Erstplatzierter.

### Auszeichnungen
AFI Awards 2024
- Aufnahme in die 10 Filme des Jahres[27]

African-American Film Critics Association Awards 2024
- Auszeichnung als Bester Film
- Auszeichnung für die Beste Regie (RaMell Ross)
- Auszeichnung mit dem Karen & Stanley Kramer Social Justice Award
- Auszeichnung mit dem Spotlight Award (RaMell Ross)
- Auszeichnung mit dem Next Gen Award (Brandon Wilson und Ethan Herisse)
- Aufnahme in die Top 10 Films of the Year[28][29]

American Society of Cinematographers Awards 2025
- Auszeichnung mit dem Spotlight Award (Jomo Fray)[30]

Artios Awards 2025
- Nominierung für das Beste Casting in einem Studio- oder Independent-Drama[31]

Astra Film Awards 2024
- Nominierung für das Beste adaptierte Drehbuch (RaMell Ross und Joslyn Barnes)
- Nominierung als Beste Nebendarstellerin (Aunjanue Ellis-Taylor)
- Nominierung für die Beste Kamera (Jomo Fray)[32]

Black Reel Awards 2025
- Auszeichnung als Bester Film (Joslyn Barnes, Dede Gardner, Jeremy Kleiner und David Levin)
- Auszeichnung für die Beste Regie (RaMell Ross)
- Auszeichnung für die Beste Nachwuchsregie (RaMell Ross)
- Auszeichnung für das Beste Drehbuch (RaMell Ross und Joslyn Barnes)
- Auszeichnung für das Beste Debütdrehbuch (RaMell Ross)
- Nominierung für die Beste Nebenrolle (Aunjanue Ellis-Taylor)
- Nominierung für die Beste Nebenrolle (Brandon Wilson)
- Nominierung als Bester Nachwuchsschauspieler (Ethan Herisse)
- Nominierung als Bester Nachwuchsschauspieler (Brandon Wilson)
- Nominierung als Bestes Ensemble
- Auszeichnung für die Beste Kamera (Jomo Fray)
- Nominierung für das Beste Szenenbild (Nora Mendis, Elizabeth Herberg und Monique Champagne)
- Nominierung für die Besten Haare und das beste Make-up (Iganica Soto-Aguilar und Shandrea Williams)[33][34]

British Academy Film Awards 2025
- Nominierung für das Beste adaptierte Drehbuch (RaMell Ross und Joslyn Barnes)[35]

Camerimage 2024
- Nominierung im Directors’ Debuts Competition[36]

Critics’ Choice Movie Awards 2025
- Nominierung als Bester Film
- Nominierung für die Beste Regie (RaMell Ross)
- Nominierung für das Beste adaptierte Drehbuch (RaMell Ross und Joslyn Barnes)
- Nominierung als Beste Nebendarstellerin (Aunjanue Ellis-Taylor)
- Nominierung für die Beste Kamera (Jomo Fray)[37]

Denver Film Festival 2024
- Auszeichnung mit dem Excellence in Directing Award (RaMell Ross)[18]

Directors Guild of America Awards 2025
- Auszeichnung für das Beste Regiedebüt (RaMell Ross)[38]

Golden Globe Awards 2025
- Nominierung als Bester Film – Drama

Gotham Awards 2024
- Nominierung als Bester Film (RaMell Ross, Joslyn Barnes, Dede Gardner, Jeremy Kleiner und David Levine)
- Auszeichnung für die Beste Regie (RaMell Ross)
- Auszeichnung mit dem Breakthrough Actor Award (Brandon Wilson)[39][40]

Hamilton Behind the Camera Awards 2024
- Auszeichnung für das Beste Szenenbild (Nora Mendis)[41]

Independent Spirit Awards 2025
- Nominierung als Bester Film (Joslyn Barnes, Dede Gardner, Jeremy Kleiner und David Levine)
- Auszeichnung für die Beste Kamera (Jomo Fray)[42][43]

Internationales Filmfestival von Stockholm 2024
- Auszeichnung als Bester Film mit dem Bronzenen Pferd[44]

London Critics’ Circle Film Awards 2025
- Nominierung als Bester Film
- Auszeichnung für die Beste Regie (RaMell Ross)
- Auszeichnung für eine Besondere technische Leistung (Jomo Fray für die Kameraarbeit)[45][46]

Los Angeles Film Critics Association Awards 2024
- Auszeichnung für die Beste Kamera (Jomo Fray)
- Auszeichnung für den Besten Schnitt (Nicholas Monsour)[47]

Middleburg Film Festival 2024
- Auszeichnung mit dem Special Achievement in Filmmaking Award (RaMell Ross)[48]

NAACP Image Awards 2025
- Nominierung für die Beste Regie (RaMell Ross)
- Nominierung für das Beste Drehbuch – Film (RaMell Ross)
- Nominierung als Bester Nachwuchskreativer (RaMell Ross)
- Nominierung für die Beste Kamera (Jomo Fray)
- Nominierung als Beste Nebendarstellerin (Aunjanue Ellis-Taylor)
- Nominierung als Bester Nachwuchs – Film (Brandon Wilson)[49]

National Society of Film Critics Awards 2025
- Auszeichnung als Bester Film
- Runner-Up Beste Regie (RaMell Ross)
- Runner-Up Beste Nebendarstellerin (Aunjanue Ellis-Taylor)
- Auszeichnung für die Beste Kamera (Jomo Fray)[50]

New York Film Critics Circle Awards 2024
- Auszeichnung für die Beste Regie (RaMell Ross)
- Auszeichnung für die Beste Kamera (Jomo Fray)[51]

Online Film Critics Society Awards 2025
- Nominierung als Bester Film
- Nominierung für die Beste Regie (RaMell Ross)
- Nominierung für das Beste adaptierte Drehbuch
- Nominierung als Beste Nebendarstellerin (Aunjanue Ellis-Taylor)
- Nominierung für den Besten Schnitt
- Nominierung für die Beste Kamera[52]

Oscarverleihung 2025
- Nominierung als Bester Film
- Nominierung für das Beste adaptierte Drehbuch (RaMell Ross und Joslyn Barnes)

Satellite Awards 2025
- Nominierung als Bester Film
- Nominierung für die Beste Regie (RaMell Ross)
- Auszeichnung für das Beste adaptierte Drehbuch (RaMell Ross und Joslyn Barnes)
- Nominierung für die Beste Kamera (Jomo Fray)[53][54]

Seattle Film Critics Society Awards 2024
- Nominierung für die Beste Kamera (Jomo Fray)[55]

USC Libraries Scripter Awards 2025
- Nominierung für das Beste adaptierte Drehbuch (RaMell Ross und Joslyn Barnes)[56]

Writers Guild of America Awards 2025
- Nominierung für das Beste adaptierte Drehbuch (RaMell Ross und Joslyn Barnes)[57]